# Rhopalaemon
Rhopalaemon is een geslacht van kreeftachtigen uit de klasse van de Malacostraca (hogere kreeftachtigen).

## Soort
- Rhopalaemon belindae (Kemp, 1925)